# Abraham-Lincoln-Straße 2 (Weimar)

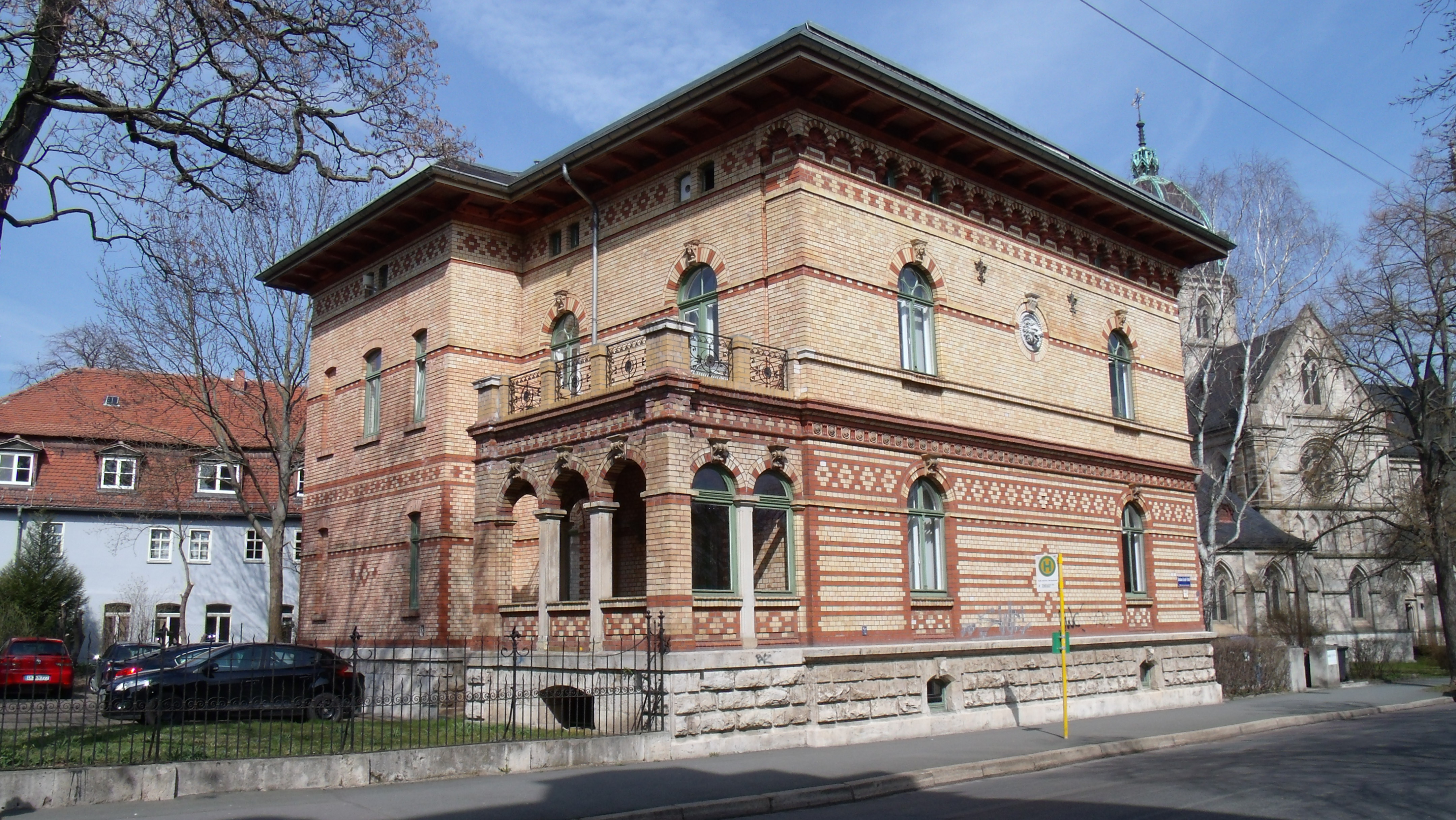
Abraham-Lincoln-Straße 2

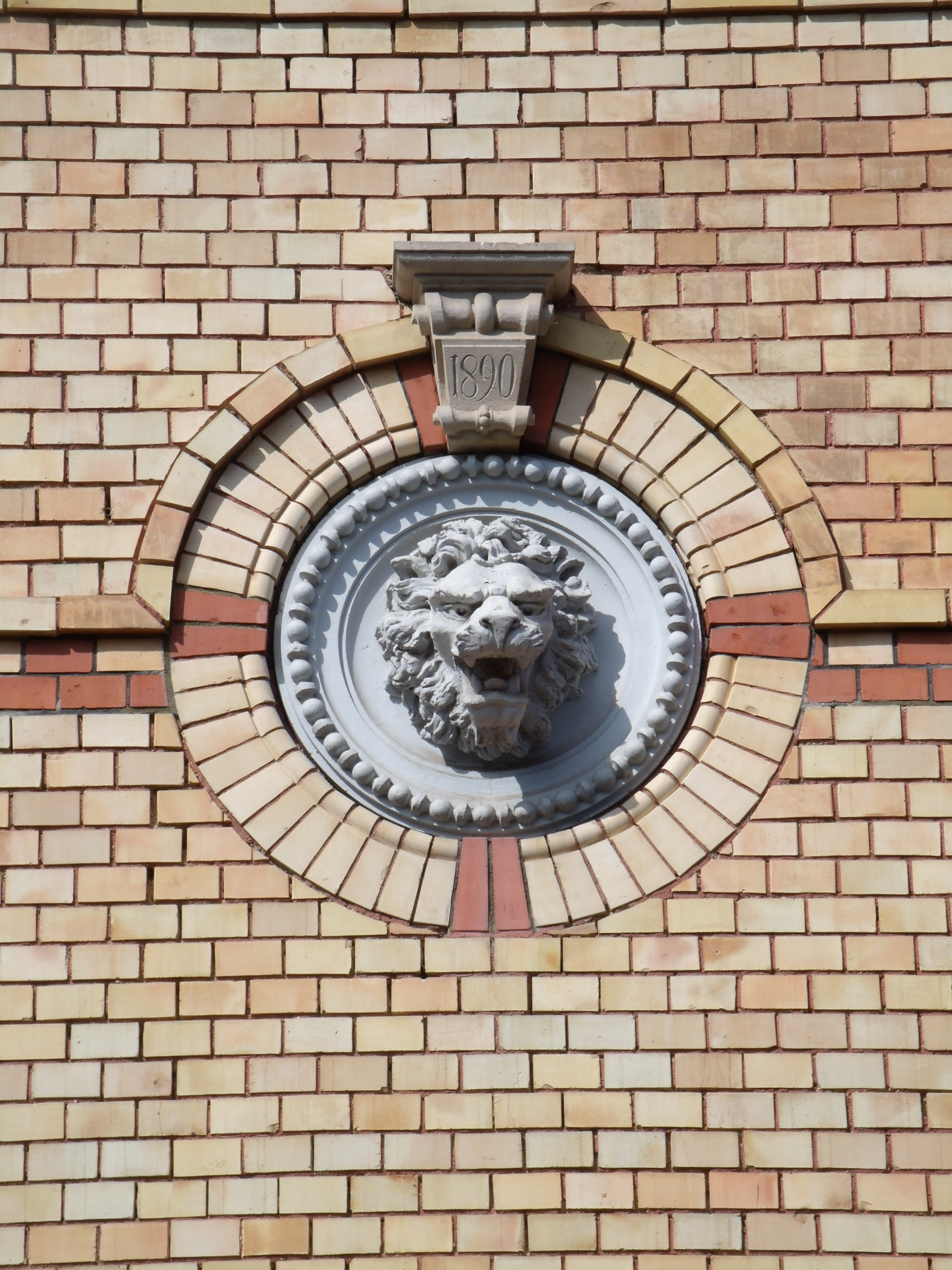
Löwenkopftondo und das Baujahr

Das Wohn- und Geschäftshaus Abraham-Lincoln-Straße 2 ist ein im Stil der italienischen Neorenaissance errichteter Ziegelbau nach dem Entwurf von Rudolf Zapfe. Er entstand 1890. Auftraggeber war der Regierungsrat Max Vollert.
Das Gebäude steht auf der Liste der Kulturdenkmale in Weimar (Einzeldenkmale). Das Baujahr ist über einem Löwenkopftondo angebracht. Die zweigeschossige Villa hat durchgängig Rundbogenfenster. Bemerkenswert ist die Loggia mit dem darüber befindlichen Balkon. Die Ziegel sind verschiedenfarbig, was wiederum in die Ornamentgestaltung einbezogen wurde. Auch unter dem Dach wurde ein hervortretender Bogenfries zur Verzierung angebracht. Auch ihre Lage als Solitär gegenüber der katholischen Kirche macht sie zu etwas Besonderen.